# Géry
Géry je francouzská obec v departementu Meuse v regionu Grand Est. Žije zde 54 obyvatel.

## Geografie

### Sousední obce
| Růžice kompasu |        | Érize-Saint-Dizier | Lavallée | Růžice kompasu |
| Růžice kompasu | Sever  |                    |          | Růžice kompasu |
| Růžice kompasu | Géry   |                    |          | Růžice kompasu |
| Růžice kompasu | Jih    |                    |          | Růžice kompasu |
| Růžice kompasu | Loisey |                    |          | Růžice kompasu |